# Шульгин, Григорий Константинович
Григо́рий Константи́нович Шульги́н (3 декабря 1924, дер. Жиляева, Орловская губерния — 3 мая 1973, Орёл) — полный кавалер ордена Славы (9.08.1944; 18.12.1944; 31.05.1945), сержант (1945), в годы Великой Отечественной войны — разведчик.

## Биография
Родился 3 декабря 1924 года в деревне Жиляева Болховского уезда Орловской губернии. Окончил 7 классов школы. Работал счетоводом пункта «Заготзерно» в селе Отрадинское (Мценский район Орловской области). Во время Великой Отечественной войны в 1941—1943 годах находился на временно оккупированной территории. В армии с августа 1943 года.
Участник Великой Отечественной войны: в сентябре-октябре 1943 — стрелок 1020-го стрелкового полка (Брянский фронт). Участвовал в Брянской операции. 26 октября 1943 года был тяжело ранен в руку и отправлен в госпиталь. После возвращения из госпиталя — разведчик и командир отделения взвода пешей разведки 101-го стрелкового полка (1-й Белорусский фронт). Участвовал в Люблин-Брестской, Варшавско-Познанской и Берлинской операциях.
В ходе Люблин-Брестской операции 24 июля 1944 года в бою с боевым охранением противника у села Депултыче (8 км юго-западнее города Хелм, Люблинское воеводство, Польша) в составе группы разведчиков вывел из строя 7 солдат противника, выявил систему огня и построение обороны противника и своевременно доложил об этом командованию. Вместе с сержантом В. И. Шестаковым, отстреливаясь на ходу, вынес с поля боя тяжело раненого помощника начальника штаба 101-го стрелкового полка по разведке капитана Н. Г. Вшивцева. Приказом по 4-й стрелковой дивизии № 125/н от 9 августа 1944 года красноармеец Шульгин Григорий Константинович награждён орденом Славы 3-й степени.
Во время боёв на Пулавском плацдарме 9 ноября 1944 года в ходе дневного поиска на левом берегу реки Висла в районе деревни Хотча-Гурна (Липский повят, Мазовецкое воеводство, Польша) ворвался во вражескую траншею, и, бросив в блиндаж противотанковую гранату, уничтожил находившихся в нём гитлеровцев. Приказом по 69-й армии № 27/н от 18 декабря 1944 года красноармеец Шульгин Григорий Константинович награждён орденом Славы 2-й степени.
Во время Берлинской операции в ночь на 16 апреля 1945 года в бою у села Мальнов (4 км северо-западнее города Лебус, земля Бранденбург, Германия) во главе своего отделения ворвался во вражеское расположение и забросал гранатами блиндаж, уничтожив большое количество гитлеровцев. Указом Президиума Верховного Совета СССР от 31 мая 1945 года младший сержант Шульгин Григорий Константинович награждён орденом Славы 1-й степени.
После войны продолжал службу в пехоте (в Группе советских войск в Германии). В ноябре 1945 года сержант Г. К. Шульгин демобилизован.
Работал продавцом в сельпо в родном селе, затем в течение трёх лет — учителем физкультуры в школе в селе Дубовая Роща (Орловский район Орловской области).
Переехал в город Орёл. В 1966 году окончил заочный филиал Горьковского автодорожного техникума. Работал заместителем директора Орловского грузового автотранспортного предприятия № 3.
Жил в Орле. Умер 3 мая 1973 года. Похоронен на Наугорском кладбище в Орле.

## Награды
- орден Славы 1-й степени (31.05.1945)
- орден Славы 2-й степени (18.12.1944)
- орден Славы 3-й степени (09.08.1944)
- 2 медали «За отвагу» (04.10.1943; 16.02.1945)
- другие медали

## Память
В Орле на доме, в котором жил Г. К. Шульгин, установлена мемориальная доска.